# 武智文雄
武智文雄（田中 文雄、1926年11月14日—2013年7月1日）為日本的棒球選手，出生於岐阜縣稲葉郡前宮村。他曾效力於日本職棒近鐵野牛等，守備位置為投手，1962年退休，生涯通算100勝。2013年7月1日因心臟衰竭於京都的醫院病逝. 終年86歲.